# Jean Dumontier (architecte)
Pour les articles homonymes, voir Dumontier.
Jean Dumontier, né le 23 juin 1935 à Rigaud et mort le 27 décembre 2018 à Montréal, est un architecte et un artiste québécois.
Il est notamment connu pour avoir conçu les stations Jean-Drapeau et Longueuil du métro de Montréal, stations phares de l'Exposition universelle de 1967, puis il supervise le prolongements du réseau dans les années 1970 et 1980. Il est également le premier architecte du métro à créer lui-même les œuvres d'art de ses stations, les quatre murales de béton du quai de la station Jean-Drapeau, et il favorise l'intégration d'œuvres d'art dans toutes les stations.

## Biographie

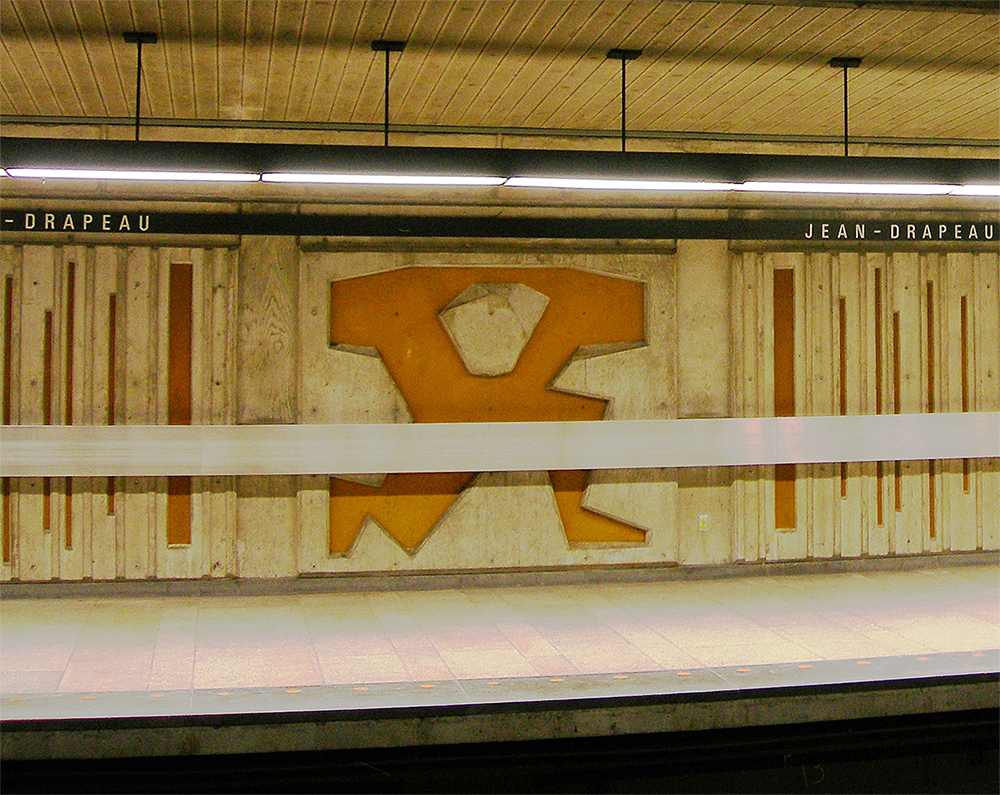
L'une des quatre murales créées par Jean Dumontier.

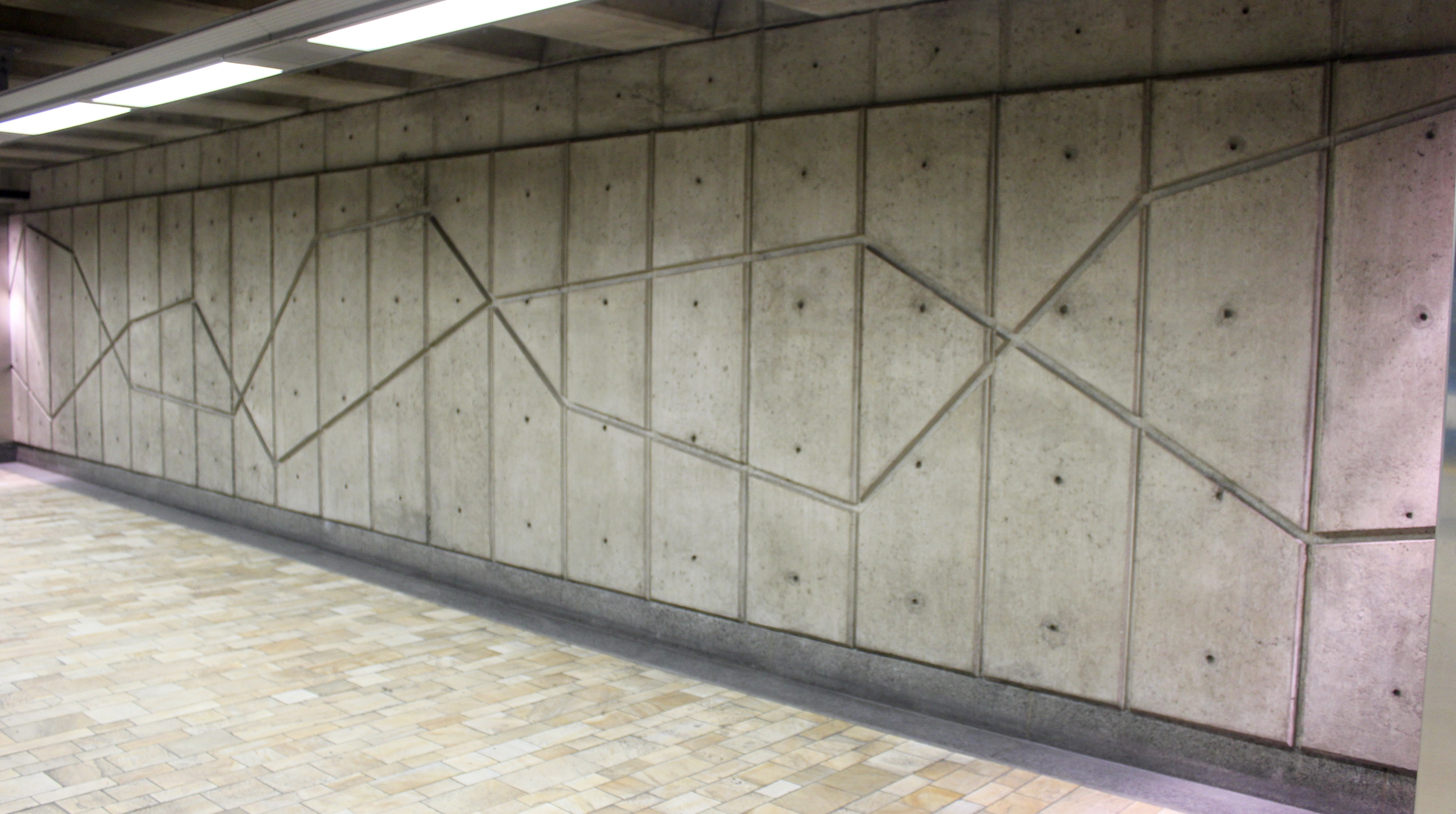
Murale de béton avec des lignes asymétriques.

Né à Rigaud en 1935, Jean Dumontier est embauché par la Ville de Montréal dans les années 1960, rejoignant en 1962 l'équipe d'architectes qui développait le métro de Montréal. Il se voit confier la conception des stations phares de l'Expo 67, les stations Île-Sainte-Hélène et Longueuil (aujourd'hui Jean-Drapeau et Longueuil–Université-de-Sherbrooke). Il a également créé les murales de la station Jean-Drapeau, représentant le Titan Atlas et rappelant le thème de l'Expo 67, « Terre des Hommes ».
En 1967, à l'âge de 32 ans, il devient chef du bureau d'architecte du métro et embauche de jeunes architectes de sa génération. Dans les années 1970, il est nommé surintendant de la division de l'architecture au Bureau de transport métropolitain (BTM), puis il en devient le directeur, supervisant ainsi les prolongements du réseau dans les années 1970 et 1980.
Tout au long de sa carrière, il favorise l'intégration d'œuvres d'art dans l'architecture de toutes les stations, ce qui rend le métro de Montréal unique au monde,. Plusieurs artistes de renom, tels que Jean-Paul Mousseau, Michel de Broin, Marcelle Ferron, Charles Daudelin ou Frédéric Bach, voient leurs oeuvres dans le métro.
Plusieurs villes dans le monde ont approché Jean Dumontier afin de construire, prolonger ou moderniser leur réseau de transport en commun. Des villes comme Mexico, Boston, New York, Los Angeles, Washington et Atlanta se sont inspirées des caractéristiques du réseau montréalais pour leur réaménagement.
Il décède des suites d'un cancer le 27 décembre 2018 à l'âge de 83 ans,.